# Međunarodni sud za ratne zločine počinjene na području Ruande
Međunarodni sud za ratne zločine počinjene na području Ruande (eng.: International Criminal Tribunal for Rwanda, fr.: Tribunal pénal international pour le Rwanda) osnovan je u studenom 1994. godine od strane Ujedinjenih naroda, Rezolucijom 955 Vijeća sigurnosti. Sjedište suda je u Arushi u Tanzaniji. Predviđeno je okončanje rada Suda do 2012. Sud se sastoji od 16 sudaca, koji su raspoređeni u četiri vijeća, tri raspravna i jedno žalbeno. Na suđenjima pred ovim tribunalom, ustanovljena su dva presedana. Prvi je da se silovanje smatra ratnim zločinom, odnosno genocidom. Drugi je da su procesuirani urednici i novinari medija, koji su širili mržnju i poticali na genocid. Ovaj je Sud, uz onaj za Jugoslaviju, jedini međunarodni kazneni sud za ratne zločine poslije Drugog svjetskog rata i poraća.
Jedno je suđenje u tijeku, devet optuženika je na slobodi, a ostali su procesi pred ovim Sudom završeni.

## Vanjske poveznice
- Službena stranica (engl.)